# Zadar snova
Zadar snova - Međunarodni festival suvremenog kazališta je multimedijalna manifestacija u sferi suvremenog kazališta, plesa i glazbe, performansa, umjetničkih intervencija i instalacija.

## Povijest
Festival Zadar snova pokrenut je 1997. godine od strane skupine građana vođenih potrebom za promocijom i prezentacijom recentnih dostignuća domaće i međunarodne scene suvremenih izvedbenih umjetnosti, a kroz vizuru mediteranskog okružja. Festival od tada, u osmodnevnom terminu između 7. i 14. kolovoza, najčešće u spoju suvremenih produkcija s prastarim lokacijama dalmatinskih trgova, dvorišta ili pak interijera bivših crkvenih ili povijesnih građevina, ugošćuje izabrane produkcije međunarodno renomiranih autora prema konceptu potpune otvorenosti spram formata umjetničkog izraza te produkcijskog raspona, dajući priliku predstavljanja publici kako velikim kazališnim predstavama tako i minimalističkim performansima ili drugim interdisciplinarnim umjetničkim radovima koji dodiruju sferu izvedbenih umjetnosti. Od 2007. u programu je uvrštena i trodnevna revija svjetskog kratkometražnog filma. 

## Osnivač festivala
Udruga Zadar snova organizator istoimenog festivala, osnovana je 1997. s ciljem promocije suvremenih umjetnosti i građanskog društva zasnovanog na multikulturalnosti, toleranciji i slobodi javnog izražavanja. Udruga teži ostvarivanju kontinuiteta suvremenog kulturnog programa, poticanju umjetničkog izraza mladih, jačanju civilnog društva i društva znanja. Kreira i provodi kulturne programe i manifestacije, seminare i radionice u sferi izvedbenih umjetnosti, pruža produkcijsku podršku nezavisnim umjetničkim projektima na lokalnoj i nacionalnoj razini, promiče volonterstvo i aktivizam te organizira edukacijske programe za jačanje civilnog sektora, udruga mladih i građanskih inicijativa.

## Vanjske poveznice
Službena stranica Zadra snova